# Station Düsseldorf Flughafen
Station Düsseldorf Flughafen is een station van de Duitse Spoorwegen in Düsseldorf, gelegen aan de luchthaven van Düsseldorf. Het station werd geopend in 2000.
Het station wordt bediend door ICE-, IC-, RE- en RB-treinen, bovendien stopt de S-Bahn in het station. Dagelijks verwerkt station Düsseldorf Flughafen ongeveer 300 treinen. Het station is na Düsseldorf Hauptbahnhof het grootste station van de stad.

## RegionalExpress, RegionalBahn enS-Bahn-treinen
| Serie        | Treinsoort                          | Route | Bijzonderheden                                                                     |
| ------------ | ----------------------------------- | --- | ---------------------------------------------------------------------------------- |
| RE 1 (RRX)   | Regional-Express (National Express) | Aachen Hbf – Stolberg (Rheinl) Hbf – Eschweiler Hbf – Düren – Köln Hbf – Düsseldorf Hbf – Düsseldorf Luchthaven – Duisburg Hbf – Essen Hbf – Dortmund Hbf – Hamm (Westf)                                | NRW-Express                                                                        |
| RE 2         | Regional-Express (DB Regio NRW)     | Osnabrück Hbf – Münster Hbf – Recklinghausen Hbf – Wanne-Eickel Hbf – Gelsenkirchen Hbf – Essen Hbf – Duisburg Hbf – Düsseldorf Luchthaven – Düsseldorf Hbf                                             | Rhein-Haard-Express                                                                |
| RE 3         | Regional-Express (Eurobahn)         | Hamm (Westf) – Dortmund Hbf – Castrop-Rauxel Hbf – Herne – Wanne-Eickel Hbf – Gelsenkirchen Hbf – Oberhausen Hbf – Duisburg Hbf – Düsseldorf Luchthaven – Düsseldorf Hbf                                | Rhein-Emscher-Express                                                              |
| RE 5 (RRX)   | Regional-Express (National Express) | Wesel – Oberhausen Hbf – Duisburg Hbf – Düsseldorf Luchthaven – Düsseldorf Hbf – Köln Hbf – Bonn Hbf – Remagen – Andernach – Koblenz Hbf                                                                | Rhein-Express                                                                      |
| RE 6 (RRX)   | Regional-Express (National Express) | Köln/Bonn Luchthaven – Köln Hbf – Neuss Hbf – Düsseldorf Hbf – Düsseldorf Luchthaven – Duisburg Hbf – Essen Hbf – Bochum Hbf – Dortmund Hbf – Hamm Hbf – Gütersloh Hbf – Bielefeld Hbf – Minden (Westf) | Rhein-Weser-Express                                                                |
| RE 11 (RRX)  | Regional-Express (National Express) | Düsseldorf Hbf – Düsseldorf Luchthaven – Duisburg Hbf – Essen Hbf – Bochum Hbf – Dortmund Hbf – Hamm (Westf) Hbf – Paderborn Hbf – Warburg (Westf) – Kassel-Wilhelmshöhe                                | Rhein-Hellweg-Express Rijdt elke twee uur tussen Paderborn en Kassel-Wilhelmshöhe. |
| 20000 RE 19  | Regional-Express (VIAS)             | Arnhem Centraal – Zevenaar – Emmerich-Elten – Emmerich – Wesel – Oberhausen Hbf – Duisburg Hbf – Düsseldorf Flughafen – Düsseldorf Hbf                                                                  | Rhein-IJssel-Express                                                               |
| 20000 RE 19a | Regional-Express (VIAS)             | Bocholt – Dingden – Hamminkeln – Blumenkamp – Wesel – Oberhausen Hbf – Duisburg Hbf – Düsseldorf Flughafen – Düsseldorf Hbf                                                                             | Bocholter Bahn                                                                     |
| RB 35        | Regionalbahn (VIAS)                 | Wesel – Dinslaken – Oberhausen Hbf – Duisburg Hbf – Rheinhausen – Krefeld Hbf – Viersen – Mönchengladbach Hbf                                                                                           | Emscher-Niederrhein-Bahn                                                           |
| S 1          | S-Bahn (DB Regio NRW)               | Solingen Hbf – Düsseldorf Hbf – Düsseldorf Luchthaven – Duisburg Hbf – Mülheim (Ruhr) Hbf – Essen Hbf – Bochum Hbf – Dortmund Hbf                                                                       |                                                                                    |

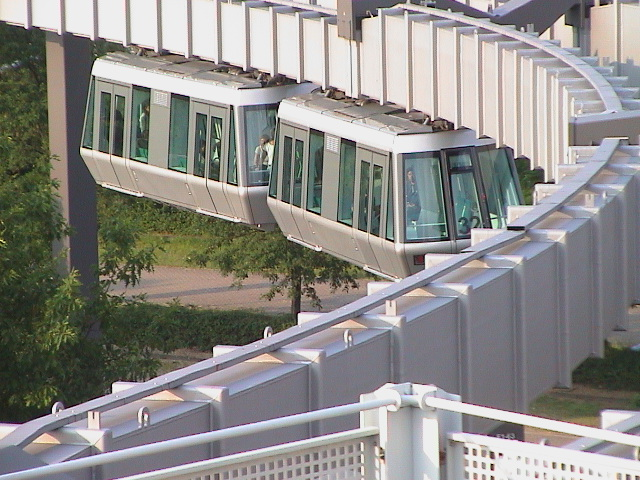
Sky train verbinding tussen het station en de luchthaven

0,0: Köln Hbf ·
1,1: Köln Messe/Deutz ·
4,1: Köln-Buchforst ·
5,0: Köln-Mülheim ·
7,5: Köln-Stammheim ·
9,4: Bayerwerk ·
11,7: Leverkusen Mitte ·
13,3: Leverkusen-Küppersteg ·
16,1: Leverkusen-Rheindorf ·
20,2: Langenfeld (Rhld) ·
22,7: Langenfeld (Rhld)-Berghausen ·
24,7: Düsseldorf-Hellerhof ·
26,0: Düsseldorf-Garath ·
28,5: Düsseldorf-Benrath ·
31,0: Düsseldorf-Reisholz ·
33,5: Düsseldorf-Eller Süd ·
39,5: Düsseldorf Hbf ·
46,0: Düsseldorf-Unterrath ·
47,7: Düsseldorf Flughafen ·
49,2: Kalkum ·
52,1: Angermund ·
53,8: Duisburg-Rahm ·
55,8: Duisburg-Großenbaum ·
57,8: Duisburg-Buchholz ·
60,0: Duisburg Schlenk ·
63,1: Duisburg Hbf
Dortmund Hbf ·
Dortmund-Dorstfeld ·
Dortmund-Wischlingen ·
Dortmund-Dorstfeld Süd ·
Dortmund Universität ·
Dortmund-Oespel ·
Dortmund-Kley ·
Bochum-Langendreer ·
Bochum-Langendreer West ·
Bochum Hbf ·
Bochum-Ehrenfeld ·
Wattenscheid-Höntrop ·
Essen-Eiberg ·
Essen-Steele Ost ·
Essen-Steele ·
Essen Hbf ·
Essen West ·
Essen-Frohnhausen ·
Mülheim Hbf ·
Mülheim-Styrum ·
Duisburg Hbf ·
Duisburg Schlenk ·
Duisburg-Buchholz ·
Duisburg-Großenbaum ·
Duisburg-Rahm ·
Angermund ·
Düsseldorf Flughafen ·
Düsseldorf-Unterrath ·
Düsseldorf-Derendorf ·
Düsseldorf Zoo ·
Düsseldorf-Wehrhahn ·
Düsseldorf Hbf ·
Düsseldorf Volksgarten ·
Düsseldorf-Oberbilk ·
Düsseldorf-Eller Mitte ·
Düsseldorf-Eller ·
Hilden ·
Hilden Süd ·
Solingen Vogelpark ·
Solingen Hbf